# كفر سالم الهباب
كفر سالم الهباب إحدى قرى مركز بسيون التابع لمحافظة الغربية بجمهورية مصر العربية.

## التاريخ
تكونت القرية في سنة 1275 باسم كفر سالم وبقي بهذا الاسم حتى عام 1900 وقتها أضيف لها كلمة الهباب ربما للتميز عن كفر سالم النحال بمركز السنطة، ثم أزيلت كلمة الهباب في سنة 1927 ليعود إلى اسمه الأصلي كفر سالم.
ذكرت القرية باسم كفر سالم في جداول مركز كفر الزيات في تعداد 1882 ثم في مركز دسوق في تعدادات أعوام 1987 و1907 وفي تعداد 1927 الذي ذكرت فيه باسم كفر سالم الهباب وهو الاسم المستخدم حتى الآن، ثم في جداول مركز قلين في تعداد 1947 وثم في جداول مركز بسيون في تعداد 1960.

## السكان
بلغ عدد سكان كفر سالم الهباب 4395 نسمة حسب تقدير عام 2018.
| السنة  | 1882 | 1897 | 1907 | 1927 | 1947 | 1960 | 1976 | 1986 | 1996 | 2006  | 2018 |
| ------ | ---- | ---- | ---- | ---- | ---- | ---- | ---- | ---- | ---- | ----- | ---- |
| القرية | 876  | 1075 | 1263 | 1222 | 1548 | 1924 | 2342 | 2961 | 3522 | 4,085 | 4395 |